# Parola piana
In fonologia, una parola piana o parossitona è una parola con accento tonico sulla penultima sillaba, come paròla, inìzio, continènte, tartarùga, arrivàti, ecc...
Nella lingua italiana, prevalgono le parole piane, seguite dalle parole sdrucciole.